# Stig Hellquist
Stig Lennart Hellquist, född 27 mars 1924 i Gamlestads församling i Göteborg, död 31 december 2001 i Oskar Fredriks församling i Göteborg, var en svensk målare och tecknare.
Hellquist studerade konst vid Valands målarskola samt i Italien och Paris. Han medverkade i ett stort antal separat- och samlingsutställningar i Sverige, Norge och Frankrike. Hans konst består av tecknade porträtt, figurmålningar och landskapsmålningar. Hellquist är begravd på Örgryte nya kyrkogård.